# فرودگاه آبی نستور فالز/ساباسکانگ بی
فرودگاه آبی نستور فالز/ساباسکانگ بی (به انگلیسی: Nestor Falls/Sabaskong Bay Water Aerodrome) یک فرودگاه همگانی است که یک باند فرود آب دارد. این فرودگاه در شهر نستور فالز کشور کانادا قرار دارد و در ارتفاع ۳۲۳ متری از سطح دریا واقع شده‌است.